# St. Ottilia (Straßbach)

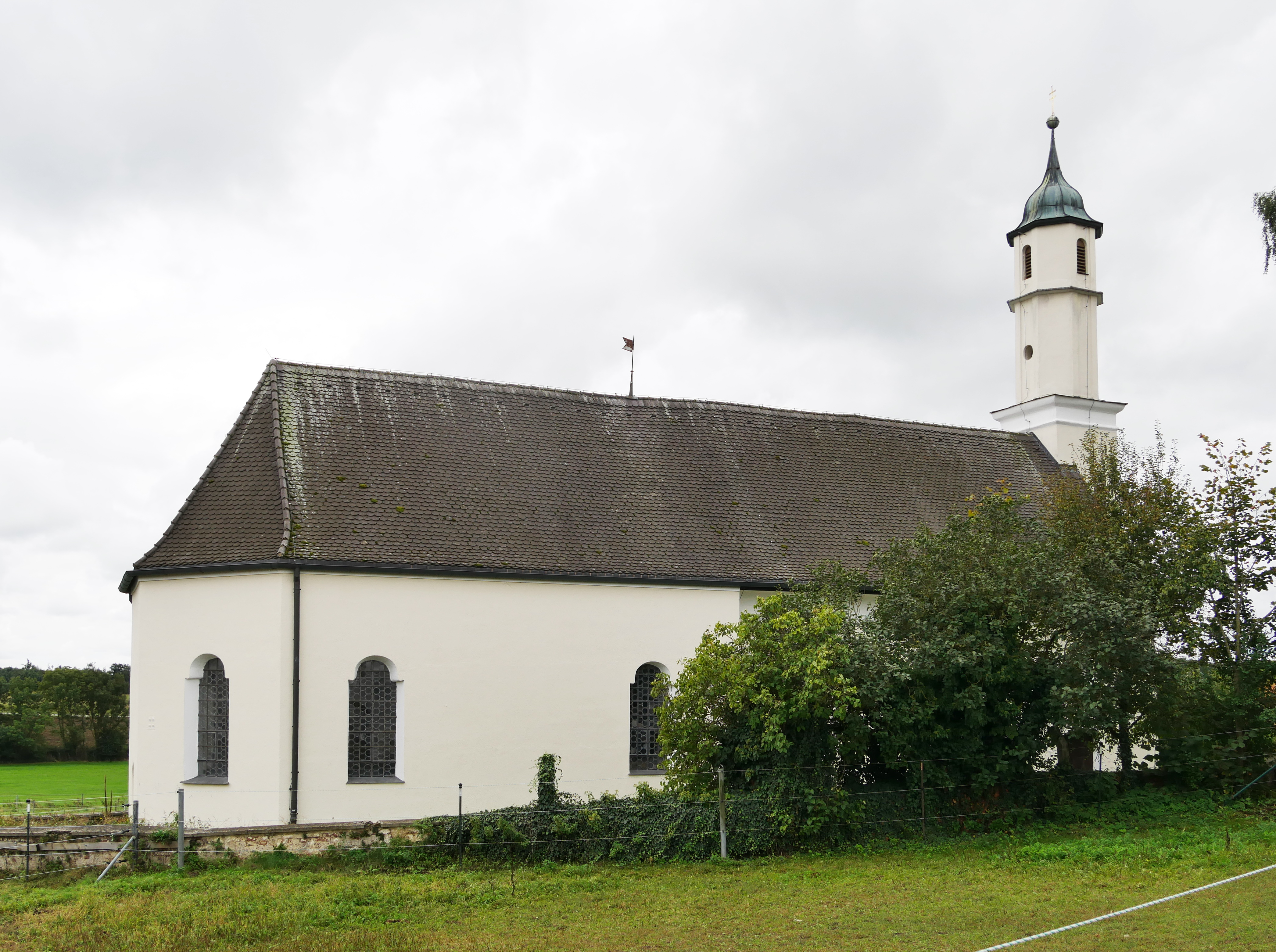
St. Ottilia in Straßbach

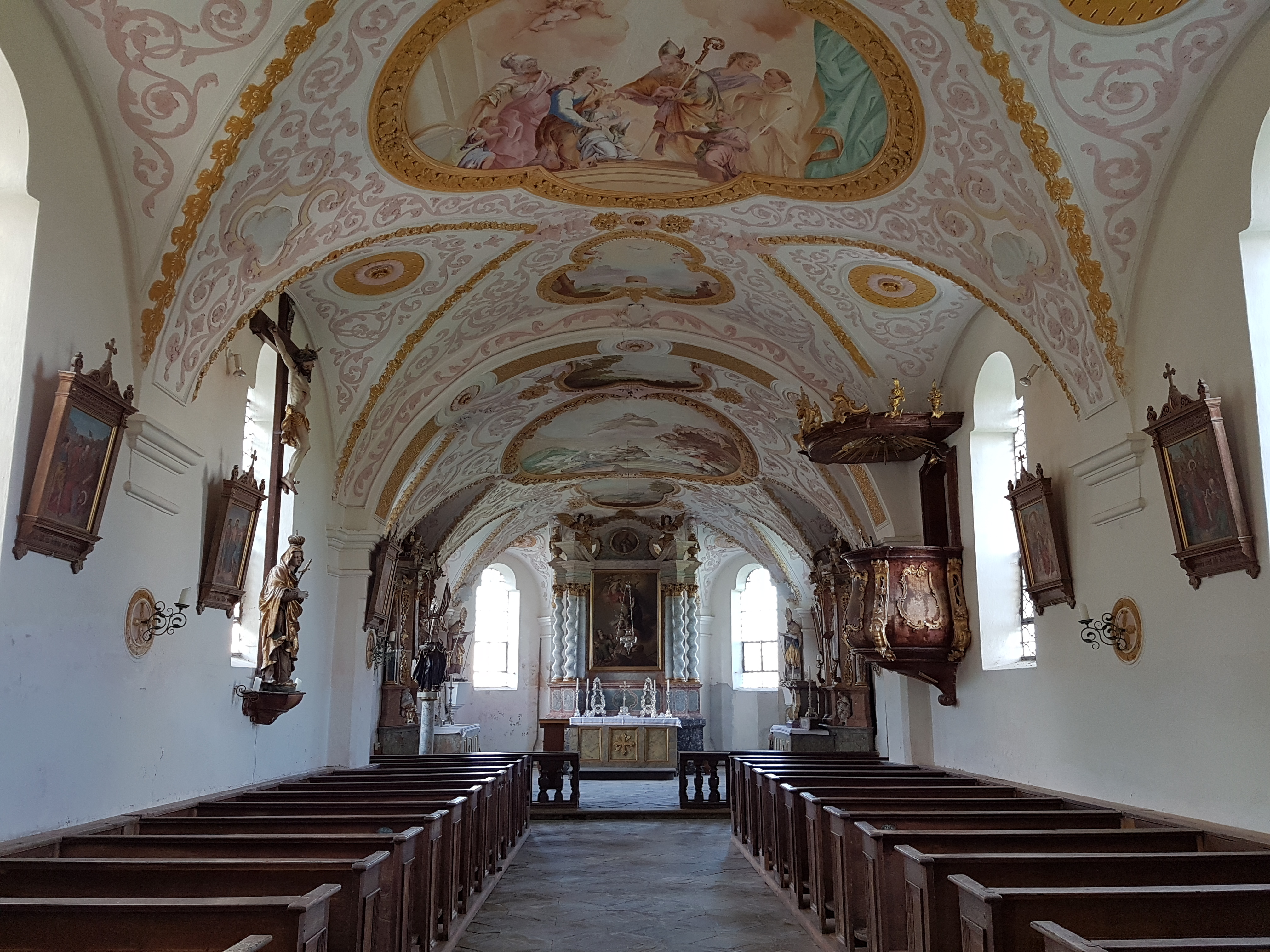
Innenraum

Die römisch-katholische Wallfahrtskirche St. Ottilia steht in Straßbach, einem Gemeindeteil von Markt Indersdorf im oberbayerischen Landkreis Dachau. Sie ist in der Liste der Baudenkmäler in Markt Indersdorf unter der Nr. D-1-74-131-55 eingetragen. Die Kirche gehört zum Dekanat Dachau im Erzbistum München und Freising.

## Beschreibung
Die Saalkirche ist zwischen 1442 und 1470 durch Umgestaltung des Vorgängerbaus entstanden. Sie besteht aus dem langgestreckten Langhaus zu drei Jochen, dem dreiseitig geschlossenen, 1652 erneuerten Chor im Osten, der Sakristei an der Südwand des Chors und dem Kirchturm auf quadratischem Grundriss im Westen. Seine beiden achteckigen Obergeschosse sind mit einer Glockenhaube bedeckt.
Der Innenraum des Langhauses ist mit einem Stichkappengewölbe überspannt. Die Fresken im Langhaus entwarf Johann Sebastian Degler 1717. Das Fresko im Chor wird Ignaz Baldauf zugeschrieben.

## Orgel

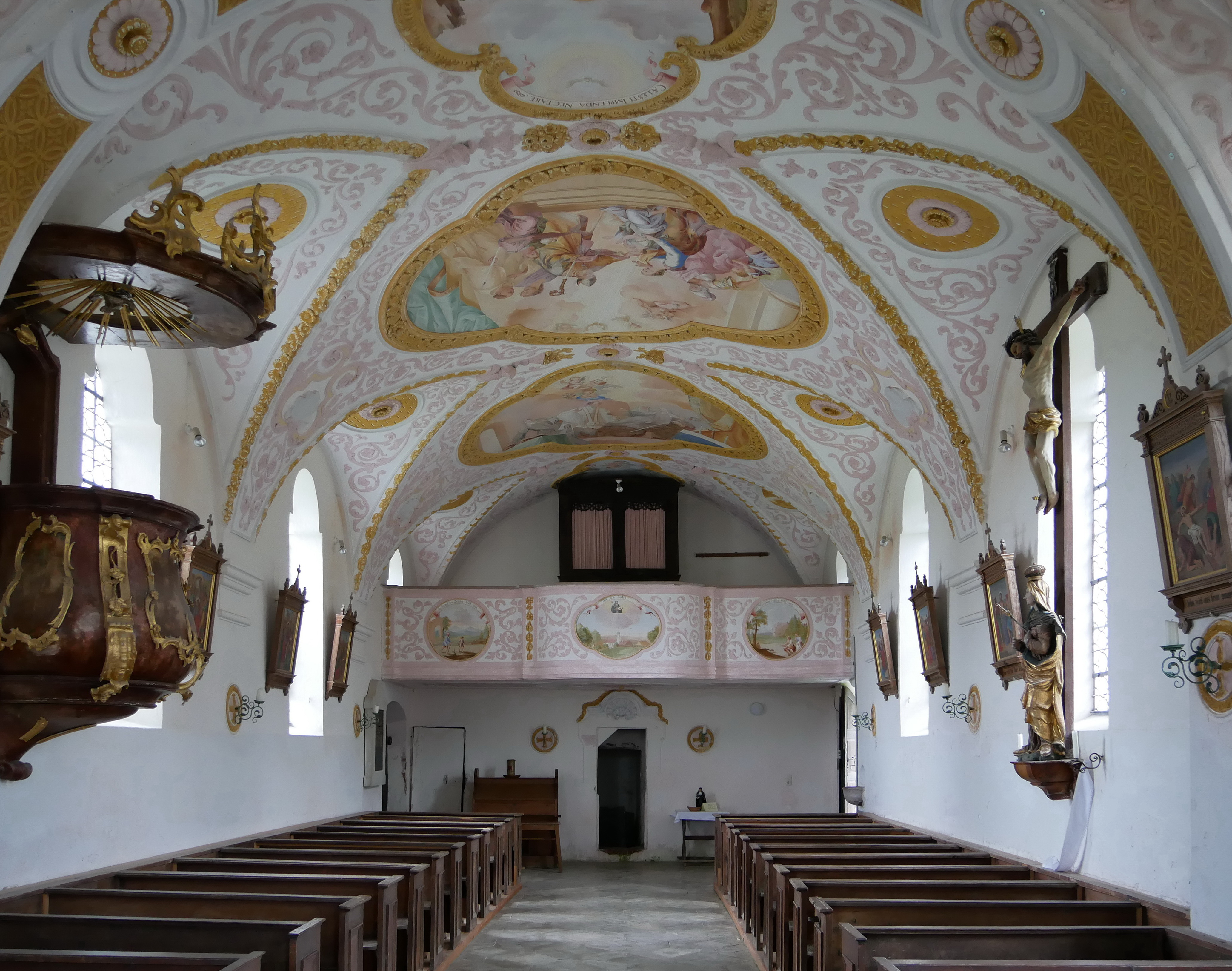
Innenraum mit Orgel

Die Orgel mit vier Registern, verteilt auf ein Manual und Pedal, wurde um 1870 von Max Maerz gebaut. Die Disposition des rein mechanischen Schleifladen-Instruments lautet:
| Manual C–f3 |    |
| Gamba       | 8′ |
| Dulzian     | 8′ |
| Gedackt     | 8′ |
| Flöte       | 4′ |

| Pedal C–f |
| angehängt |